# VBScript
VBScript (ang. Microsoft’s Visual Basic Scripting Edition) – język skryptowy stworzony przez firmę Microsoft i stanowiący część rodziny języków Visual Basic.
VBScript pierwotnie został zaprojektowany jako część technologii ASP (ang. Active Server Pages) w celu uniknięcia konieczności stosowania plików wsadowych MS-DOS w serwerach WWW wykorzystujących ASP. Później język ten został zaadaptowany do przeglądarki Internet Explorer, jako alternatywa i konkurencja dla opracowanego przez firmę Netscape języka JavaScript. Podobnie do JavaScript język VBScript przeznaczony jest do pisania skryptów wbudowanych w strony WWW i rozszerza możliwości klasycznych dokumentów HTML. Skrypty VBScript wykonywane są po stronie klienta, tzn. uruchamiane są na komputerze użytkownika przez przeglądarkę automatycznie po wczytaniu przez nią dokumentu HTML zawierającego kod skryptu.
Pod względem funkcjonalności VBScript jest bardzo zbliżony do starszych wersji JavaScript, ale jego składnia podobna jest bardziej do języka BASIC.
Wersja języka VBScript wbudowana w przeglądarkę Internet Explorer nie stała się nigdy popularna wśród autorów stron WWW. VBScript nie jest obsługiwany przez Internet Explorer 11. VBScript jako część ASP jest nadal rozwijany.